# Paroxya paroxyoides
Paroxya paroxyoides är en insektsart som först beskrevs av Scudder, S.H. 1897.  Paroxya paroxyoides ingår i släktet Paroxya och familjen gräshoppor. Inga underarter finns listade i Catalogue of Life.